# Karin Branzell
Karin Branzell (Estocolmo 1891- Altadena, California, 1974) fue una mezzosoprano sueca alcanzando el registro de contralto considerada una de las mejores de su época especialmente en roles wagnerianos y verdianos.
Imponente intérprete de Venus, Fricka, Ortuda, Brangania, Erda, Herodías, Klytamnestra, Amneris, Ulrica y Azucena, fue miembro de la Ópera Real de Estocolmo entre 1911-1918 y triunfó en Covent Garden (1935-38) , en el Metropolitan Opera (1924-44), Bayreuth (1930- Ópera de San Francisco (1941) y el Teatro Colón de Buenos Aires en 1926, 1934 y 1935 bajo la dirección de Fritz Reiner y Fritz Busch en El anillo del Nibelungo, Tannhäuser y otras regresando en 1938 para Tristán e Isolda (Brangania) bajo la batuta de Erich Kleiber.
Se retiró en 1944 y enseñó en la Juilliard School de Nueva York.